# Томашпілька
Томашпі́лька — річка в Україні, в межах Тульчинського і Томашпільського районів Вінницької області. Ліва притока Русави (басейн Дністра).

## Опис
Довжина 38 км, площа водозбірного басейну 281 км². Похил річки 2,4 м/км. У пониззі долина вузька і глибока. Річище помірно звивисте, у верхів'ї часто пересихає, стік частково зарегульованний ставками. Використовується на сільськогосподарські потреби.

## Розташування
Томашпілька бере початок біля села Юрківки. Тече спершу на південний схід, далі поступово повертає на південний захід (місцями тече на захід). Впадає до Русави в межах села Вила.

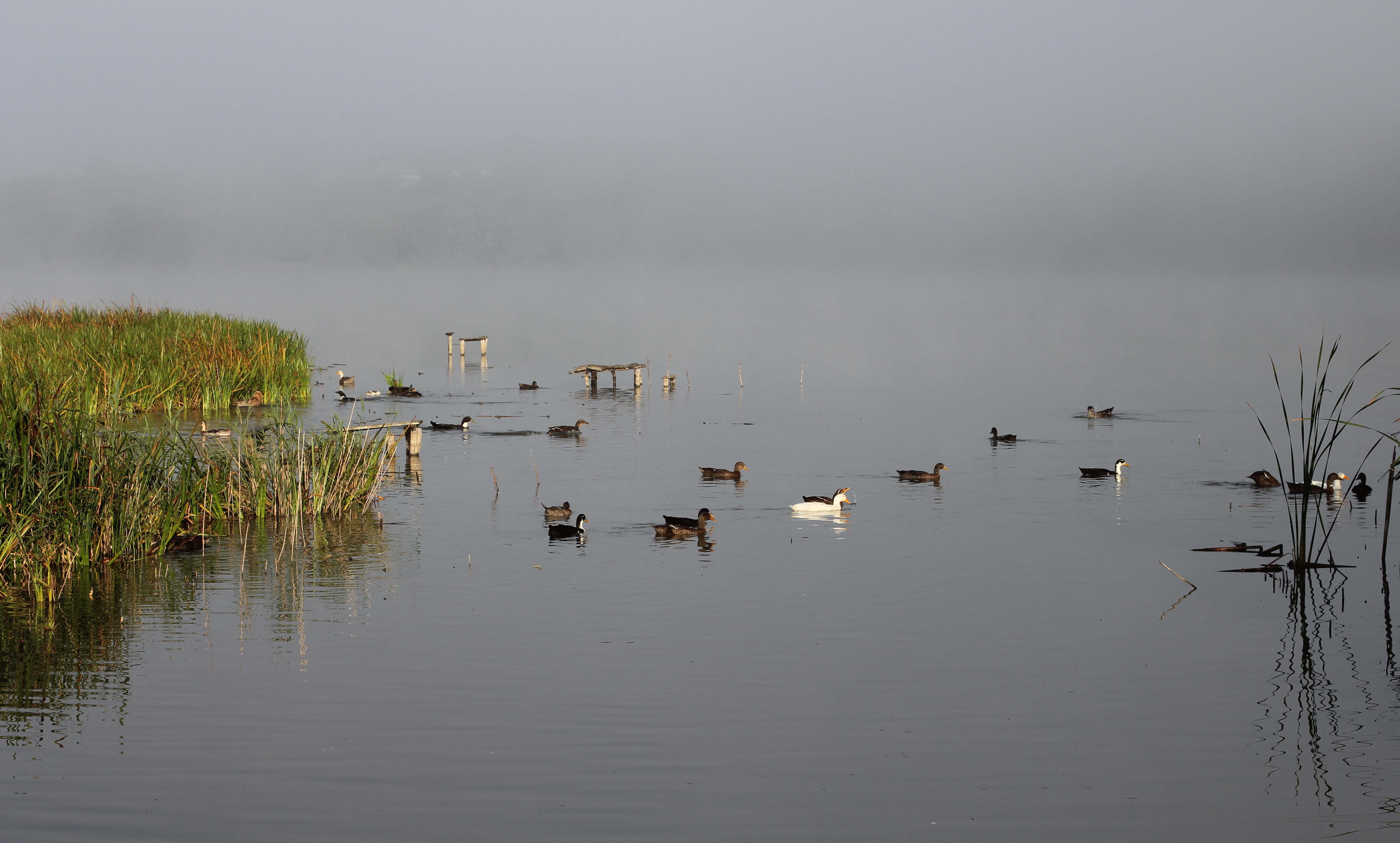
Світанок в Комаргороді
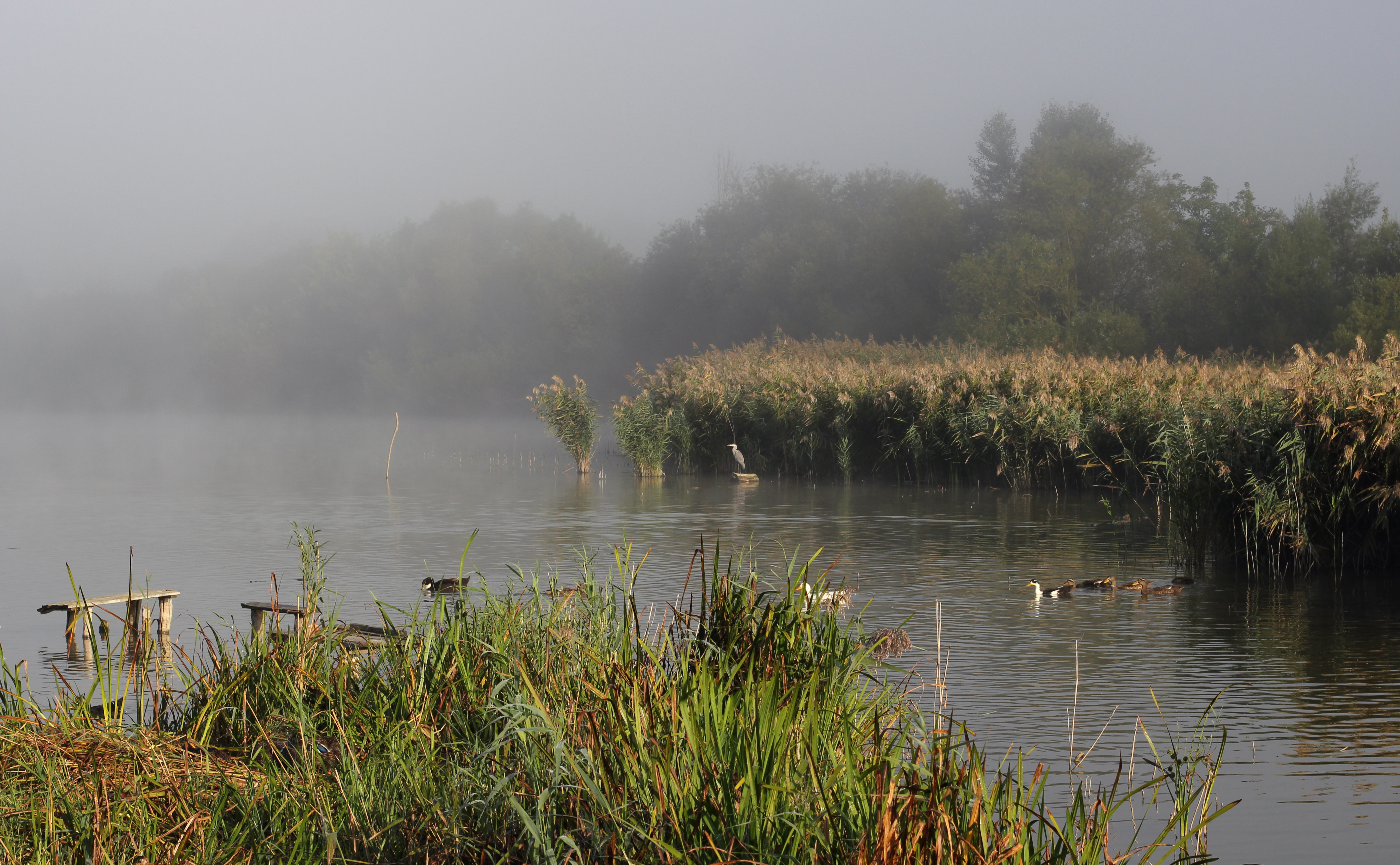
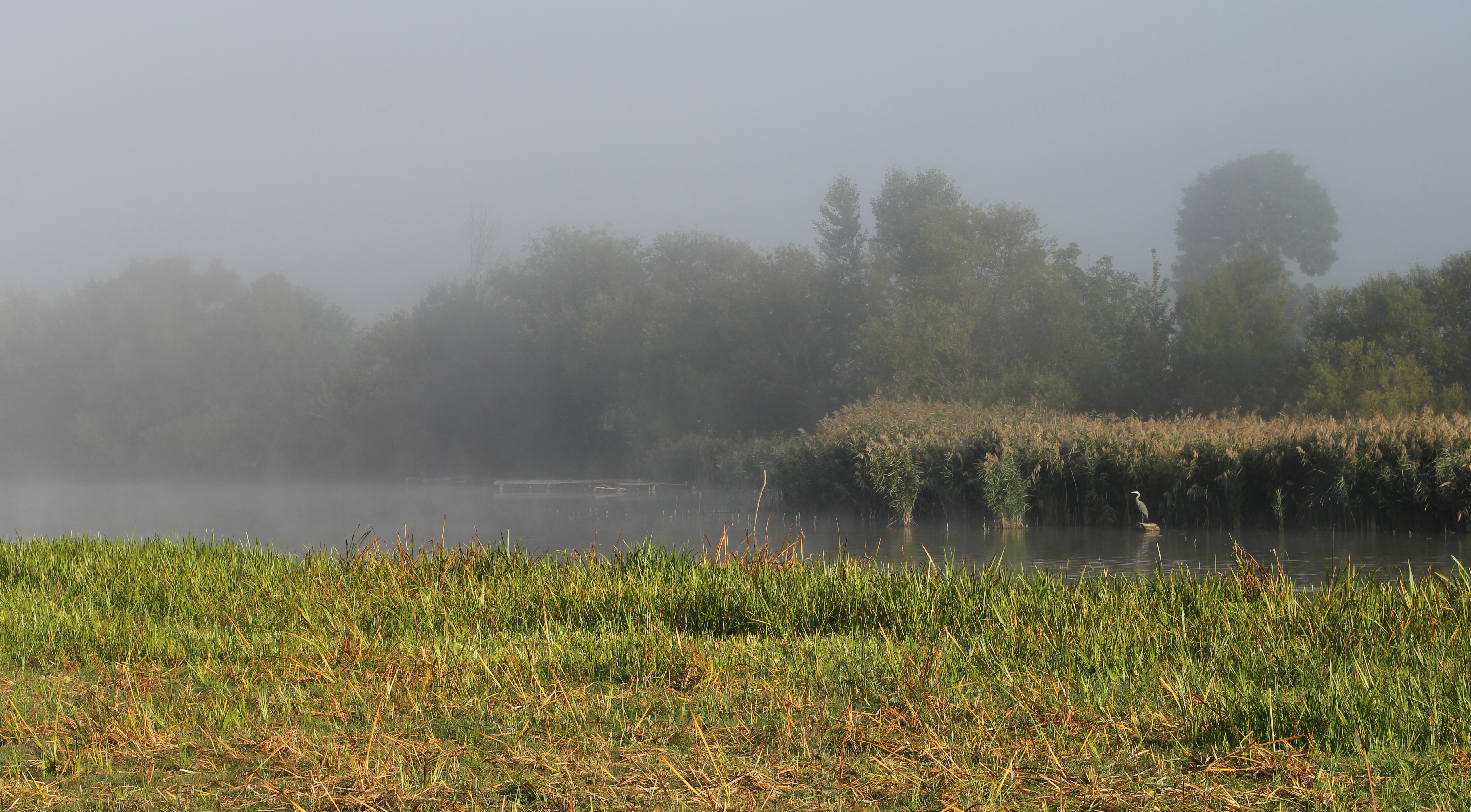
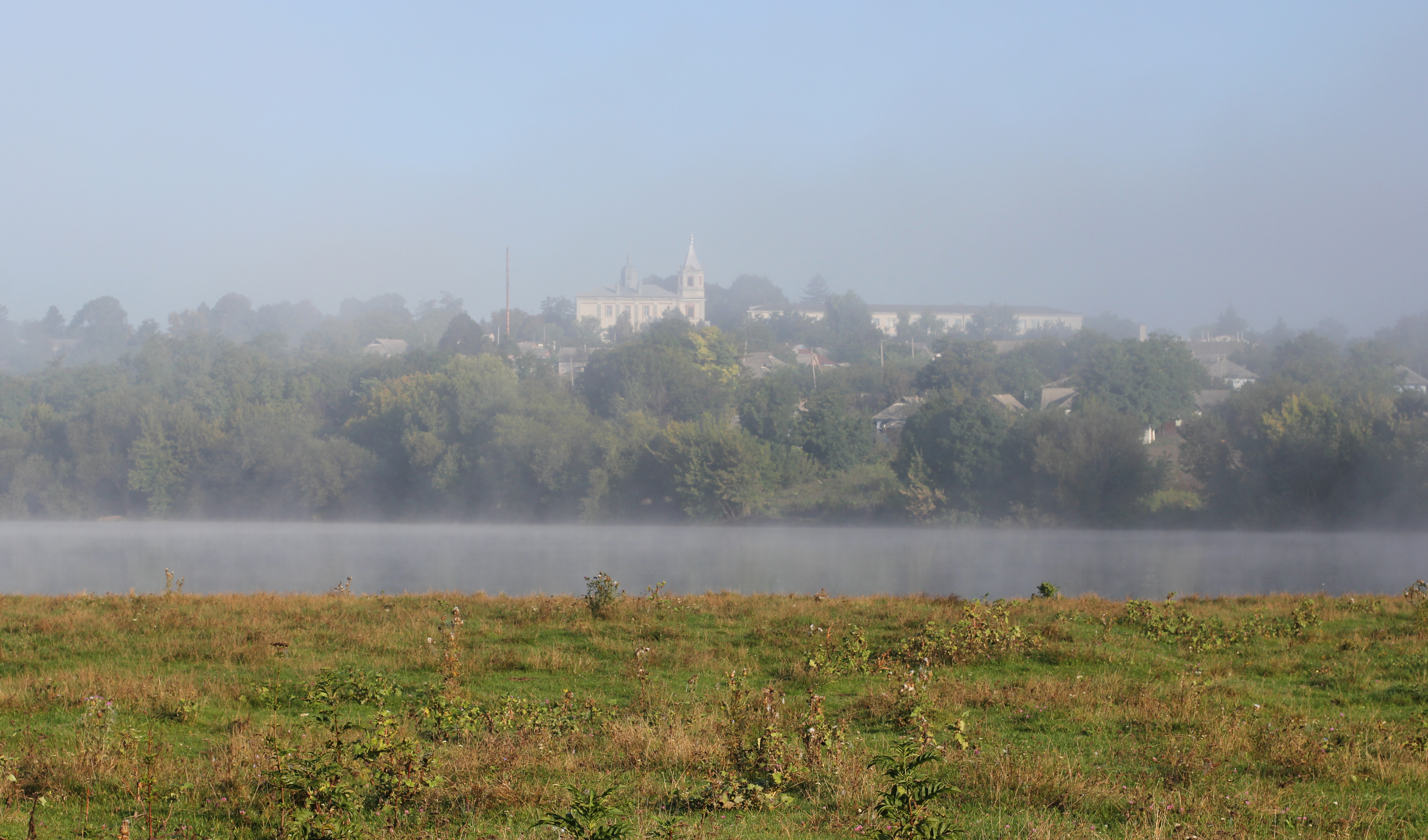